# Milo Murphy törvénye
A Milo Murphy törvénye (eredeti cím: Milo Murphy′s Law) 2016 és 2019 között futott amerikai televíziós 2D-s számítógépes animációs vígjátéksorozat, amelynek alkotói Dan Povenmire és Jeff „Swampy” Marsh, akik a Phineas és Ferb című animációs sorozatot is alkották.
A sorozat 2016. október 3-án debütált a Disney XD-n Amerikában. Magyarországon a Disney Csatorna mutatta be 2017. május 13-án.

## Cselekmény
A sorozat főszereplője Milo Murphy, aki Edward Aloysius Murphy Jr.-nak, a legendás "ami elromolhat, az el is romlik" törvény megalkotójának a leszármazottja

## Szereplők

### Főszereplők
| Szereplő       | Eredeti hang        | Magyar hang   |
| -------------- | ------------------- | ------------- |
| Milo Murphy    | “Weird Al” Yankovic | Szabó Máté    |
| Melissa Chase  | Sabrina Carpenter   | Csuha Borbála |
| Zack Underwood | Mekai Curtis        | Gacsal Ádám   |

### Mellékszereplők
| Szereplő                  | Eredeti hang             | Magyar hang          |
| ------------------------- | ------------------------ | -------------------- |
| Martin Murphy             | Diedrich Bader           | Seder Gábor          |
| Brigette Murphy           | Pamela Adlon             | Ősi Ildikó           |
| Sara Murphy               | Kate Micucci             | Bogdányi Titanilla   |
| Diogee Ex Machina Murphy  | Dee Bradley Baker        | eredeti hang         |
| Vinnie Dakota             | Dan Povenmire            | Petridisz Hrisztosz  |
| Balthazar Cavendish       | Jeff "Swampy" Marsh      | Pusztaszeri Kornél   |
| Amanda Lopez              | Chrissie Fit             | Kardos Eszter        |
| Bradley Nicholson         | Vincent Martella         | Pálmai Szabolcs      |
| Mort Schaeffer            | Greg Cipes               | Baráth István        |
| Chad Van Coff             | Django Marsh             | Bogdán Gergő         |
| Elliot Decker             | Christian Slater         | Karácsonyi Zoltán    |
| Elizabeth Milder igazgató | Mackenzie Phillips       | Réti Szilvia         |
| Nolan Mitchell edző       | Kevin Michael Richardson | Faragó András        |
| Mrs. Murawski             | Sarah Chalke             | Farkasinszky Edit    |
| Ms. White                 | Laraine Newman           | Zsurzs Kati          |
| Eileen Underwood          | Vanessa L. Williams      | Gruber Zita          |
| Dr. Zone                  | Jemaine Clement          | Pál Tamás            |
| Dr. Zone                  | Jemaine Clement          | Magyar Bálint (ének) |
| Kris                      | Alyson Stoner            | Tamási Nikolett      |
| Wally                     | Mitchel Musso            | Kilin Bertalan       |
| Scott                     | Scott Peterson           | Kossuth Gábor        |

### Epizódszereplők
| Szereplő                | Eredeti hang         | Magyar hang    |
| ----------------------- | -------------------- | -------------- |
| Dr. Heinz Doofenshmirtz | Dan Povenmire        | Háda János     |
| Monogram őrnagy         | Jeff "Swampy" Marsh  | Bácskai János  |
| Kacsacsőrű Kerry        | Dee Bradley Baker    | Eredeti hang   |
| Phineas Flynn           | Vincent Martella     | Penke Bence    |
| Candace Flynn           | Ashley Tisdale       | Pupos Tímea    |
| Ferb Fletcher           | David Errigo Jr.     | Timon Barnabás |
| Isabella Garcia Shapiro | Alyson Stoner        | Kántor Kitty   |
| Baljeet Patel           | Maulik Pancholy      | Csík Csaba     |
| Buford van Stomm        | Bobby Gaylor         | Láng Balázs    |
| Karl                    | Tyler Alexander Mann | Renácz Zoltán  |
| Jeremy Johnson          | Mitchel Musso        | Berkes Bence   |
| Norm                    | John Viener          | N/A            |
| Vanessa Doofenshmirtz   | Olivia Olson         | Molnár Ilona   |

## Évados áttekintés
| Évad | Évad | Epizódok | Epizódok | Eredeti sugárzás | Eredeti sugárzás  | Magyar sugárzás  | Magyar sugárzás   |
| Évad | Évad | Epizódok | Epizódok | Évadpremier      | Évadfinálé        | Évadpremier      | Évadfinálé        |
| ---- | ---- | -------- | -------- | ---------------- | ----------------- | ---------------- | ----------------- |
|      | 1    | 20       | 20       | 2016. október 3. | 2017. december 2. | 2017. május 13.  | 2019. március 29. |
|      | 2    | 20       | 20       | 2019. január 5.  | 2019. május 18.   | 2021. március 1. | 2021. március 25. |